# 加爾卡 (斯里布涅區)
50°38′27″N 32°56′52″E / 50.64083°N 32.94778°E
加爾卡（烏克蘭語：Галка），是烏克蘭北部的村莊，隸屬切爾尼希夫州的普里盧基區。該村始建於1550年，面積0.12平方公里，海拔高度122米，2001年人口51，人口密度每平方公里411.29人。